# توسزوو نردوی
توسزوو نردوی (به لاتین: Tuszów Narodowy) یک منطقهٔ مسکونی در لهستان است که در Gmina Tuszów Narodowy واقع شده‌است.

## خصوصیات
توسزوو نردوی ۹۲۰ نفر جمعیت دارد.